# Traian (Olt)
Traian is een Roemeense gemeente in het district Olt.
Traian telt 3367 inwoners.